# Kościół św. Antoniego z Padwy, bł. Stefana Wyszyńskiego w Kobylance
Kościół św. Antoniego z Padwy, bł. Stefana Wyszyńskiego w Kobylance – rzymskokatolicki kościół parafialny należący do parafii św. Antoniego z Padwy, bł. Stefana Wyszyńskiego w Kobylance (dekanat Kołbacz archidiecezji szczecińsko-kamieńskiej).

## Historia i architektura
Pierwsze wzmianki o kościele w Kobylance pochodzą z połowy XIV wieku. Nie zachowały się niestety jakiekolwiek, nawet szczątkowe informacje, które mogłyby przybliżyć choćby zarys wyglądu średniowiecznego kobylańskiego kościoła. Druga świątynia pochodzi z końca XVI wieku, zbudowana w konstrukcji ryglowej. Była najstarszym protestanckim kościołem wiejskim w kształcie krzyża greckiego na Pomorzu. Była znacznie większa od kościoła obecnego. Wysmukła strzelista wieża wznosiła się na wysokość ok. 40 metrów, przez co górowała nad Kobylanką i nad całą okolicą. Świątynia mogła pomieścić wówczas 500 do 600 wiernych i miała podkreślać dominację luteranizmu na Pomorzu.
24 maja 1934 kościół spłonął. Uratowano z niego tylko przykrycie ołtarza oraz krzyż metalowy wieńczący wieżę. W 1936 luteranie zamieszkujący te ziemie oddali do użytku nowy kościół murowany z cegły na miejscu spalonego, na planie prostokąta i z kwadratową drewnianą wieżą od zachodu. Wieża wychodząca z połaci dachowej, odeskowana, zakończona jest neobarokowym hełmem pokrytym blachą i szpicem zwieńczonym krzyżem. W 1945 kościół służył jako obora dla krów stacjonujących tu wojsk radzieckich. W tym okresie zostały zniszczone: część dachu, ołtarz i organy. Dach został naprawiony przez nowych mieszkańców Kobylanki przybyłych ze Wschodu: z Wileńszczyzny i Tarnopolskiego, a także z Polski centralnej, z Kieleckiego, z okolic Piotrkowa i Częstochowy, którzy wykonali prowizoryczny ołtarz, w którym znalazł się obraz patrona parafii – św. Antoniego Padewskiego.
1 października 1945 kościół został poświęcony. W latach powojennych doraźną posługę duszpasterską w Kobylance pełnili dojeżdżający ze Stargardu Szczecińskiego i Dąbia chrystusowcy oraz salezjanie z Wielgowa. 19 marca 1948 pierwszym proboszczem i zarazem parafii został ks. Piotr Głogowski. Kościół parafialny został erygowany 1 czerwca 1951 przez arcybiskupa gnieźnieńskiego i warszawskiego, prymasa Polski Stefana Wyszyńskiego. 29 listopada 1957 prymas Polski przybył oficjalnie do Kobylanki i w kościele parafialnym odprawił nabożeństwo, wygłosił naukę, następnie zatrzymał się na plebanii. Ksiądz Piotr Głogowski w Kobylance był duszpasterzem od założenia parafii do śmierci, przez 48 lat, proboszczem był przez 19 lat. W 1958 zorganizowano w kościele i parafii pierwsze misje święte. Organizowano także liczne pielgrzymki na ważne wydarzenia związane z Sacrum Poloniae Millenium, czy też z peregrynacją Matki Bożej Jasnogórskiej po Polsce. W ostatnim czasie kościół przeszedł gruntowny remont. Wnętrze ubogaciły drewniane rzeźby Czesława Wierzbickiego – artysty ludowego mieszkającego w Kobylance. W 2017 rozpoczęła się peregrynacja obrazu Matki Bożej Częstochowskiej, podarowanego przez prymasa. W Kościele parafianie mają swoje pieśni ku czci księdza Prymasa Tysiąclecia, wierni modlili i modlą się bardzo wytrwale za jego wstawiennictwem i często też odwołują się właśnie do tego wyjątkowego spotkania z 1957.

### Konsekracja
18 września 2021 nastąpiła konsekracja kościoła i ustanowienie w nim sanktuarium błogosławionego kard. Stefana Wyszyńskiego Prymasa Tysiąclecia. Sanktuarium zostało ustanowione sześć dni po beatyfikacji prymasa. Mszy świętej pontyfikalnej przewodniczył, homilię wygłosił oraz dokonał konsekracji kościoła ks. arcybiskup Jan Romeo Pawłowski. Pierwszym kustoszem został ustanowiony ks. proboszcz Paweł Żurawiński SDB.

### Proboszczowie
W latach 1948 do 2022 proboszczami kościoła św. Antoniego z Padwy, bł. Stefana Wyszyńskiego byli:
- ks. Piotr Głogowski SDB (1948–1967)
- ks. Lucjan Gieros SDB (1967–1973)
- ks. Tadeusz Żebrowski SDB (1973–1979)
- ks. Władysław Szulejko SDB (1979–1985)
- ks. Kazimierz Drynikowski SDB (1985–2005)
- ks. Feliks Łobos SDB (2005–2014)
- ks. Wiesław Jaworski SDB (2014–2017)
- ks. Paweł Żurawiński SDB (od 2017)

## Galeria

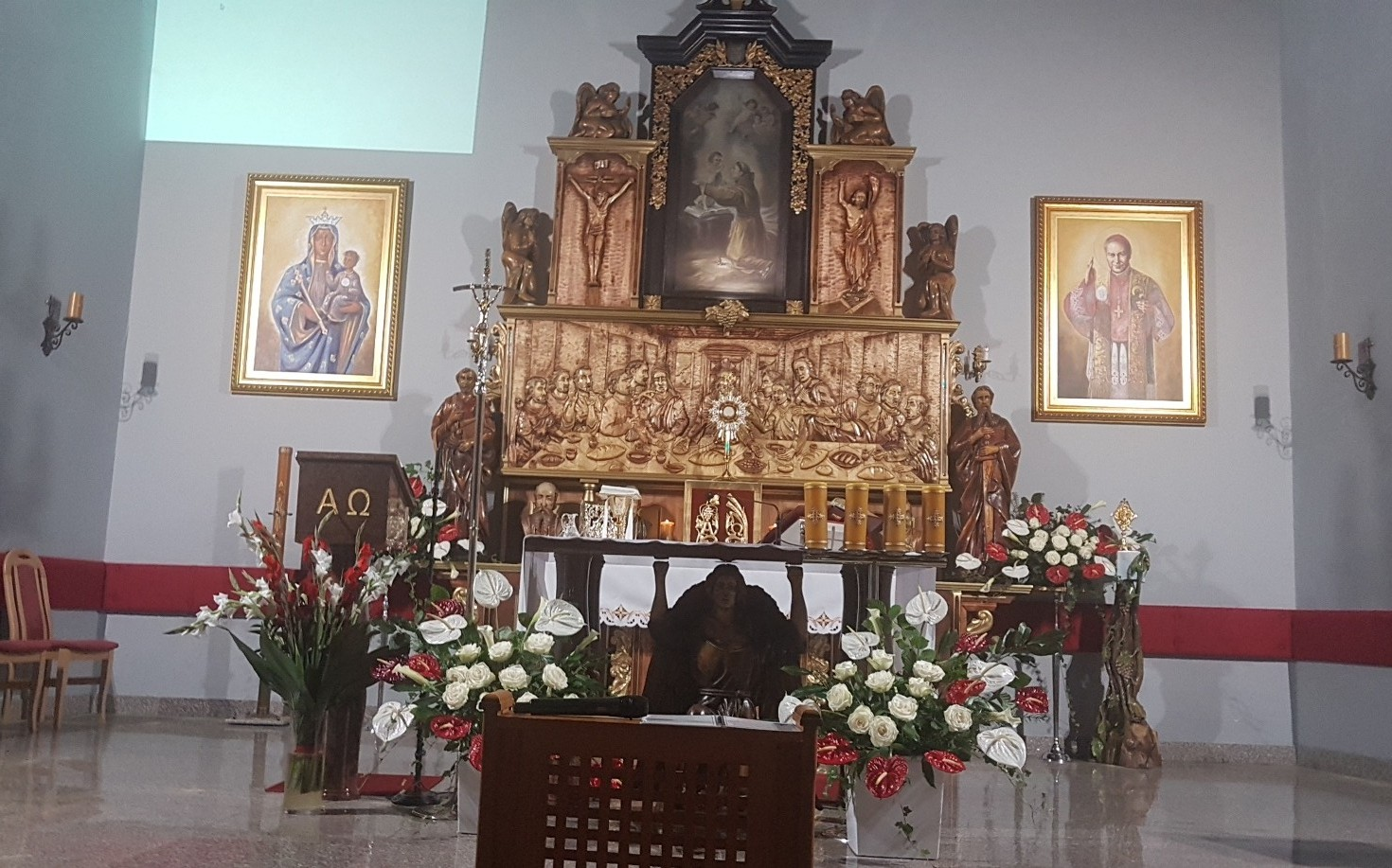
Ołtarz
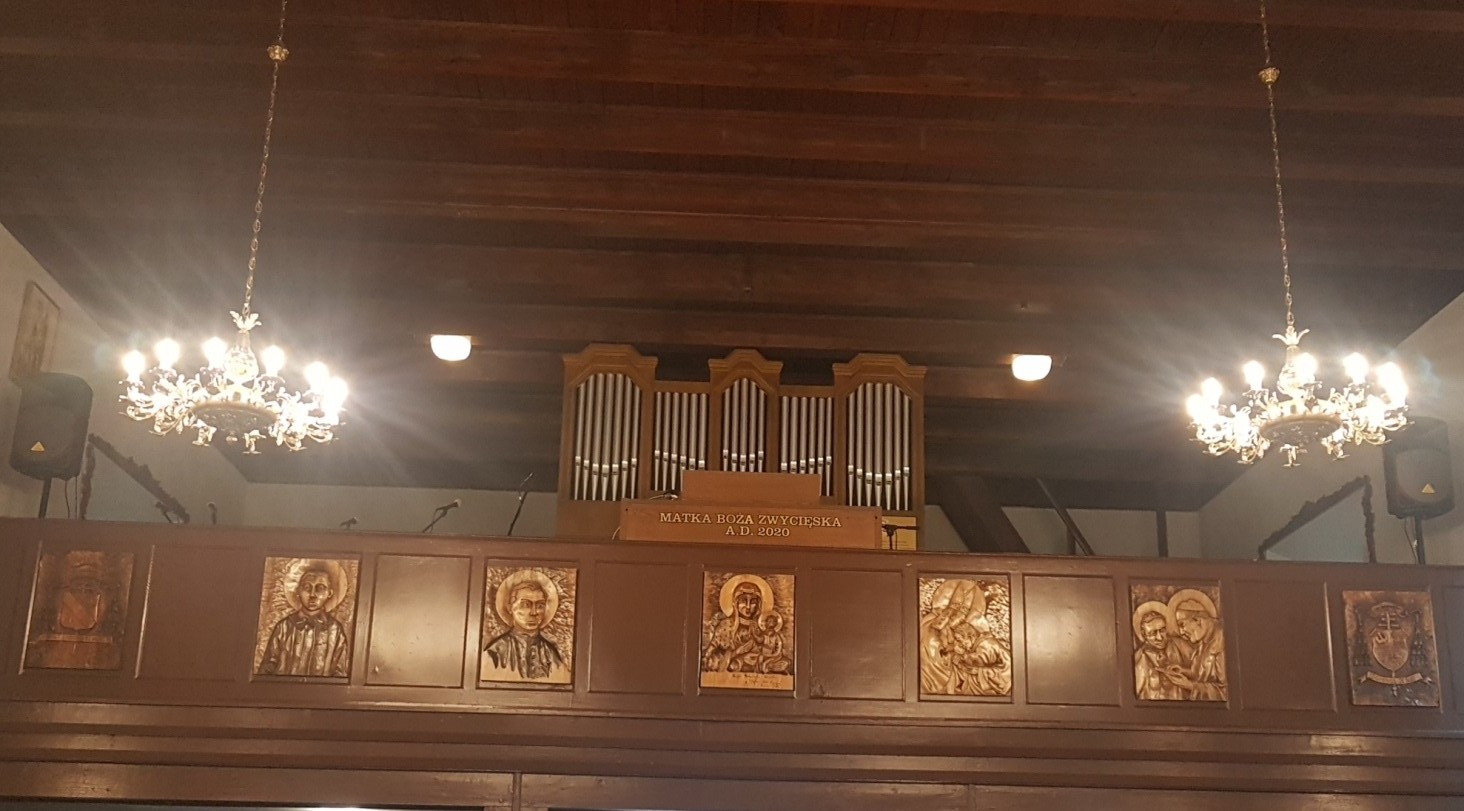
Organy
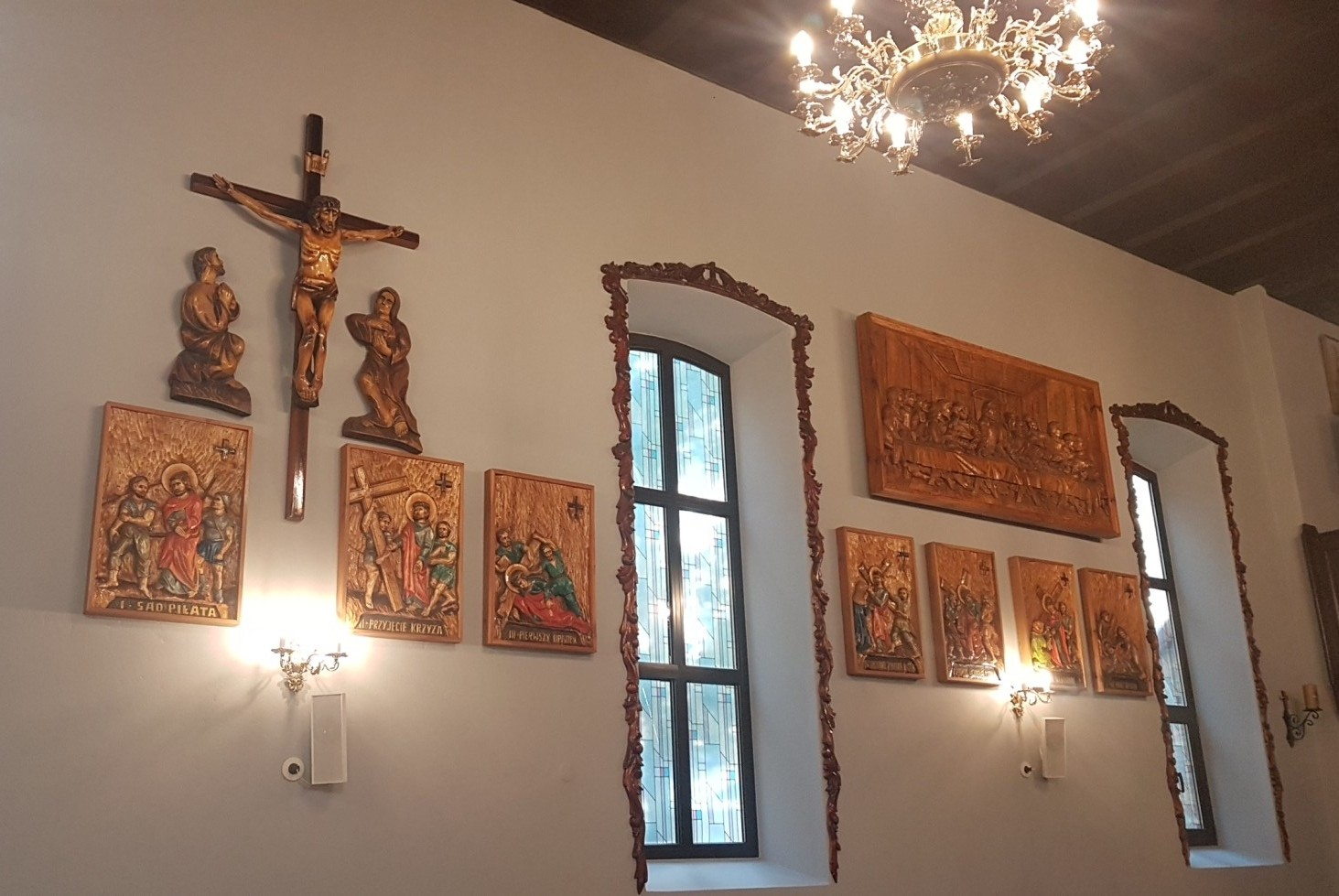
Stacje drogi krzyżowej
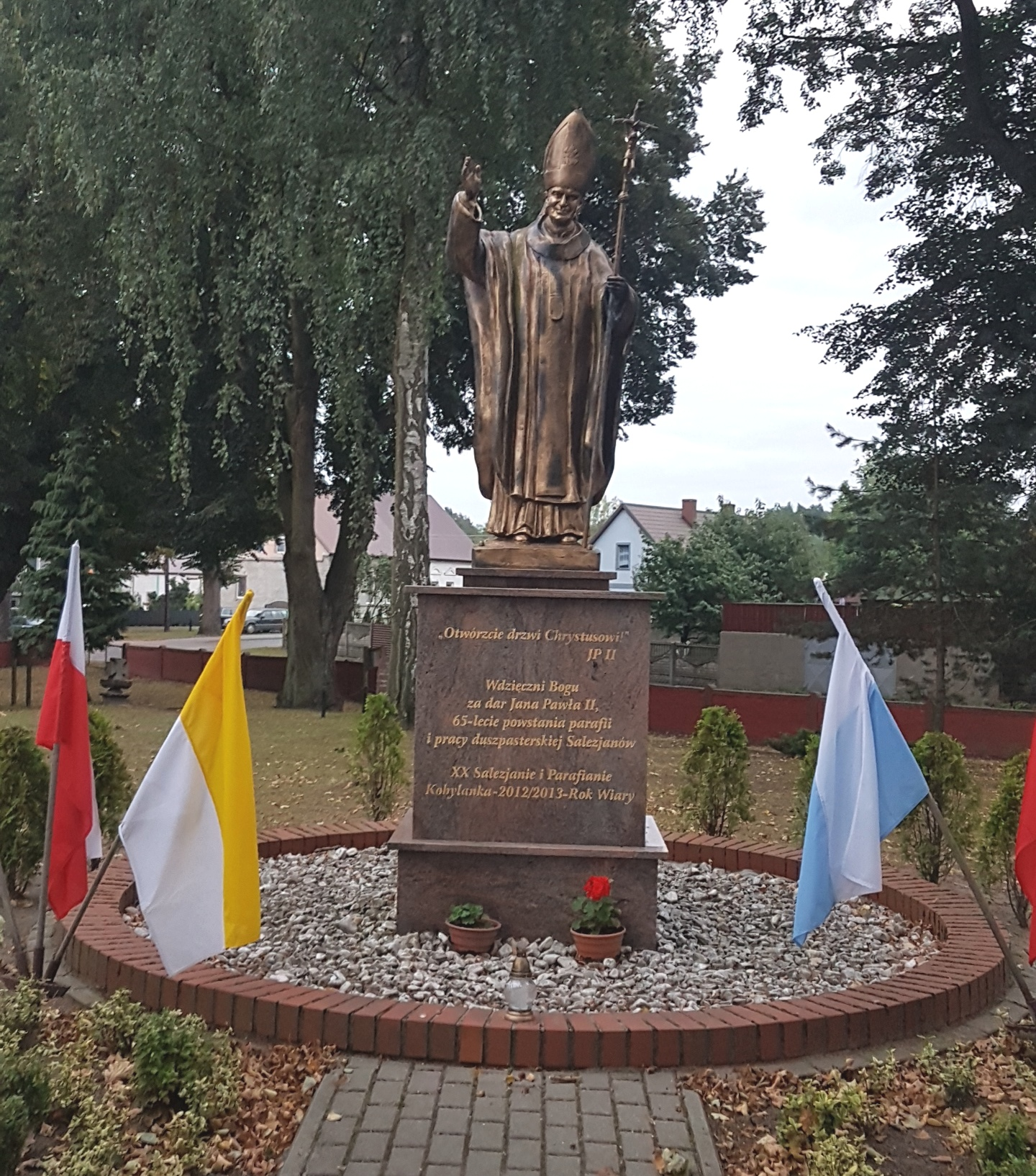
Pomnik Jana Pawła II
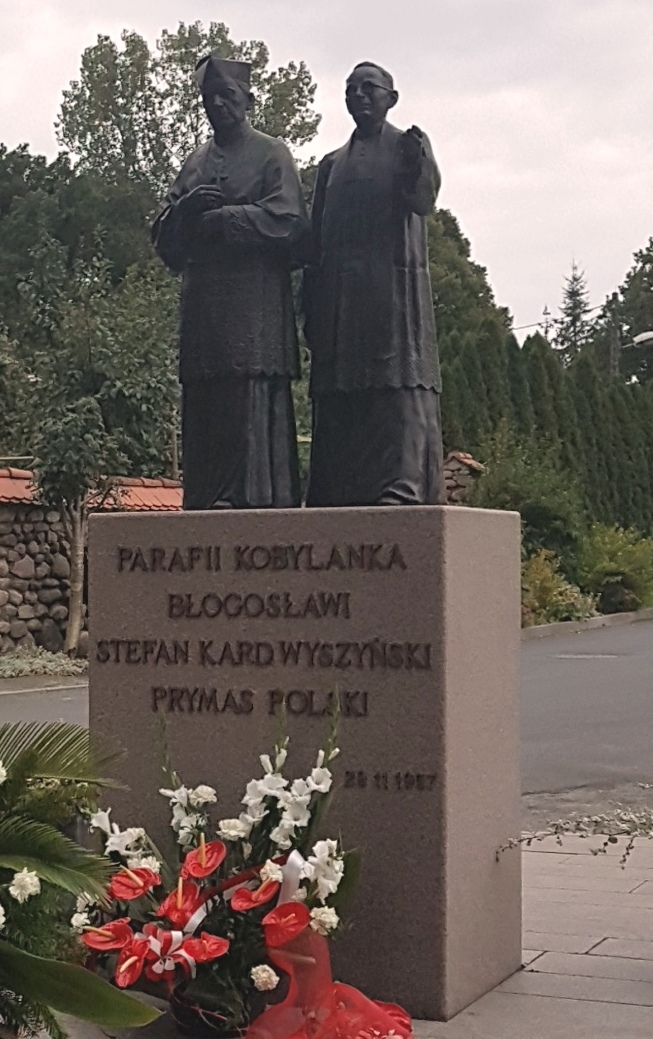
Pomnik kardynała Wyszyńskiego i proboszcza Głogowskiego
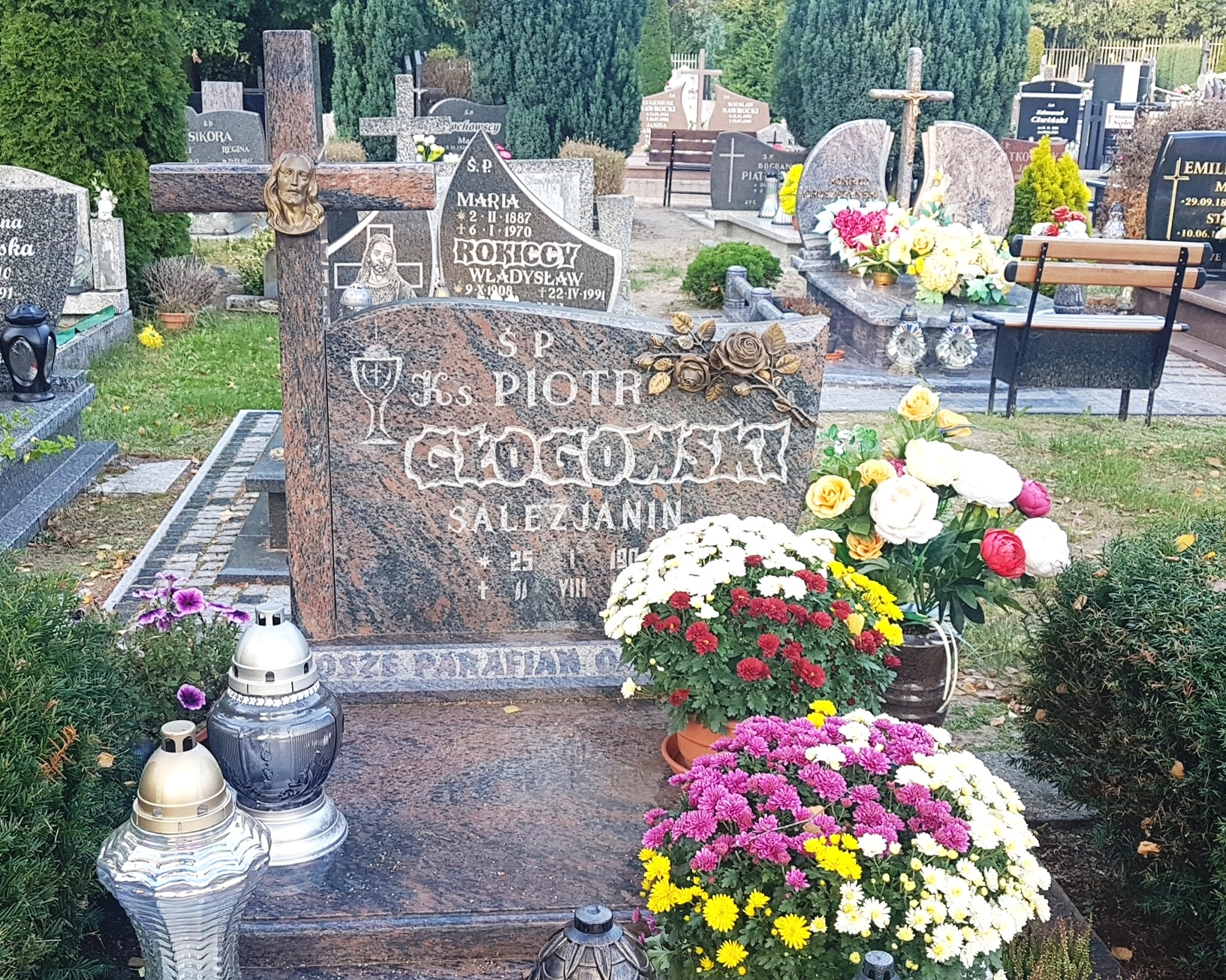
Grób ks. Piotra Głogowskiego